# Nanodacna
Nanodacna is een geslacht van vlinders van de familie grasmineermotten (Elachistidae).

## Soorten
- N. ancora Clarke, 1964
- N. indiscriminata Clarke, 1965
- N. logistica (Meyrick, 1931)
- N. vinacea (Meyrick, 1922)